# 島津久洪
島津 久洪（しまづ ひさひろ）は、薩摩国薩摩藩家老宮之城島津家第6代。

## 家系
宮之城島津家家は、島津忠良の三男尚久に始まり、代々の当主の通称が「図書」で、忠長以降に薩摩国宮之城を領した。

## 略歴
寛文2年（1662年）島津家家臣島津久竹の子として生まれる。母は先代藩主家久の娘。
寛文8年（1666年）、将軍徳川家綱に拝謁し時服を賜った。元禄6年（1693年）、父久竹死去により家督相続。元禄10年（1697年）、家老に就任。
元禄14年（1701年）7月16日、死去。享年40。

## 人物
琉球尚氏家臣に書札の礼法を伝授した。